# Adaptives Intelligenz Diagnostikum
Beim Adaptiven Intelligenz Diagnostikum (AID) handelt es sich um eine Intelligenz-Testbatterie zur Erfassung komplexer und basaler kognitiver Fähigkeiten (Intelligenz) bei Kindern und Jugendlichen.

## Geschichte
Die Testbatterie AID erschien erstmals 1985. Mit ihr wird das Prinzip des „Adaptives Testens“ umgesetzt, d. h., die Vorgabe der Aufgaben erfolgt leistungsangepasst, also schrittweise je nach Leistungsgüte der Testperson bei den vorausgegangenen Aufgaben. Und zwar ursprünglich so, dass zwischen unterschiedlich schwierigen Gruppen von jeweils höchstens fünf Aufgaben entsprechend verzweigt wird (sog. branched testing). Die sog. 2. Generation enthielt auch eine Version AID 2-Türkisch zum Einsatz bei in deutschsprachigen Ländern lebenden Kindern und Jugendlichen mit Türkisch als Erstsprache. Die aktuelle 3. Generation beruht auf einer gemäß DIN 33430 geforderten Eichungskontrolle. Seit 2017 liegt auch eine englische Fassung vor, die abgesehen von Kindern und Jugendlichen mit Englisch als Erstsprache für solche geeignet ist, die in deutschsprachigen Ländern hauptsächlich in Englisch unterrichtet werden. Zwischenzeitlich gibt es auch eine computergestützte Version, die nach jeder einzelnen Aufgabe je Leistungsgüte zur nächsten verweist (sog. tailored testing).

## Grundlage
Mit Bezug auf die moderne psychologische Testtheorie (Item-Response-Theorie, IRT) zielt die Testbatterie AID darauf ab, ökonomisch zu messen, d. h. mit relativ wenigen Aufgaben möglichst genau. So können beim branched testing ungefähr die Hälfte der Aufgaben im Vergleich zur konventionellen Vorgabe eingespart werden, beim  tailored testing noch weitere ca. 20 %. Inhaltlich wird versucht, ausreichend viele kognitive Bereiche zu erfassen, die notwendig sind, um Wissen zu erwerben und Handlungskompetenzen zu entwickeln. Dabei ist die Testbatterie AID dem „diagnostischen Mehrwert von Einzeltestsituationen“ entsprechend als Individualverfahren konzipiert, d. h. ein Testleiter (Psychologe) testet jeweils eine einzige Testperson (Kind/Jugendlichen) im interaktiven Kontext.

## Einsatzbereich
Die Testbatterie AID ist für 6- bis 15-Jährige vorgesehen. Der Einsatzbereich erstreckt sich auf Fragestellungen zur
- ausbildungs- und berufsbezogenen Eignungsdiagnostik,
- ausbildungs- und berufsbezogenen Rehabilitationsdiagnostik,
- Entwicklungsdiagnostik im frühen Kindesalter sowie zur
- neuropsychologischen Diagnostik (Diagnostik  von Teilleistungsstörungen).

Dabei ist die Testbatterie AID wegen ihres sehr breit erfassten Fähigkeitsbereichs je Untertest insbesondere geeignet auch für Fragestellungen bei Kindern und Jugendlichen im extremen Leistungsbereich (Minder- und Hochbegabung).
Die Bereitstellung sprachfreier Instruktionen für sämtliche Unter- und Zusatztests zur Messung von manuell-visuellen Fähigkeiten erweitern die Einsatzmöglichkeiten, indem das Verfahren auch für diverse Fragestellungen bei solchen Testpersonen mit anderer Erstsprache eingesetzt werden kann, die Deutsch kaum oder gar nicht beherrschen.

## Vorgabe
Gemäß dem branched testing wird jeder Testperson pro Untertest zumeist altersabhängig eine erste Aufgabengruppe von fünf Aufgaben vorgegeben; löst sie davon höchstens eine, erhält sie als Nächstes eine leichtere Aufgabengruppe, löst sie mindestens vier Aufgaben, eine schwierigere Aufgabengruppe und in dem Fall, dass sie zwei oder drei Aufgaben löst, eine Aufgabengruppe mit ungefähr gleichem Schwierigkeitsniveau. Dabei sind grundsätzlich zwei solche Verzweigungen vorgesehen. Alternativ computerunterstützt geschieht dies gemäß tailored testing ähnlich, nur dass dann nach jeder einzelnen Aufgabe leistungsentsprechend optimal die nächste vorzugebende Aufgabe ausgewählt wird. Weil für die Aufgaben jedes Untertests die Geltung des Rasch-Modells empirisch bestätigt ist, sind die Testleistungen von Testpersonen, die unterschiedliche Aufgaben bearbeitet haben, mit Hilfe dieses Modells fair vergleichbar.

## Testkonzept
Die der Testbatterie zugrunde liegende „pragmatische“ intelligenztheoretische Position zielt auf eine Profilinterpretation gemäß den festgestellten Leistungshöhen und -tiefen in Bezug auf möglichst viele kognitive Fähigkeiten ab. Daraus ergeben sich oft unmittelbar Vorschläge für Fördermaßnahmen (sog. förderungsorientierte Diagnostik). Auch dient die Testbatterie AID als Screening zur Erfassung von gewissen Teilleistungsstörungen (in der Tradition von Alexander Lurija). Konkret wird von einem hierarchischen Modell der Teilleistungen ausgegangen: Wahrnehmen (Erkennen), Merken und Verarbeiten/Benutzen, bei visuellen, akustischen und taktil-kinästhetischen Informationen/Aufgabenmaterialien. Diese Prozesse beziehen sich auf die Teilleistungsfähigkeiten
- Differenzierungs- und Gliederungsfähigkeit
- Serialitätsfähigkeit
- Speicherfähigkeit
- Untilization-Fähigkeit.

Die Untertests sind gemäß ihrer Aufgabenstellung dem verbal-akustischen oder dem manuell-visuellen Bereich zuzuordnen. Die verbal-akustischen Aufgabenstellungen prüfen das akustische Auffassen und verbalisierte Agieren der Testperson im Umgang mit Worten oder Symbolen. Die manuell-visuellen Aufgabenstellungen prüfen das visuelle Auffassen und manuelle Agieren der Testperson durch das Handhaben und Tätigwerden mit Gegenständen und dem Auffassen von visuellen Gestalten.

## Aufbau
Die Testbatterie AID setzt sich aus zwölf Untertests und fünf Zusatztests zusammen.
| Untertests (verbal-akustisch)                                          | Aufgabenstellung                          | geprüfte Fähigkeit |
| ---------------------------------------------------------------------- | ----------------------------------------- | --- |
| 1 Alltagswissen                                                        | Fragen beantworten                        | sich Sachkenntnisse über Inhalte aneignen zu können, die in der heutigen Gesellschaft alltäglich sind |
| 3 Angewandtes Rechnen                                                  | Textrechnungen lösen                      | bei der Problemlösung alltäglicher Aufgabenstellungen durch entsprechende Schlussfolgerungen die passenden Rechenoperationen anwenden zu können                                                            |
| 5 Unmittelbares Reproduzieren - numerisch („vorwärts“ und „rückwärts“) | Zahlenreihen wiederholen                  | Die Kapazität der seriellen Informationsverarbeitung (im verbal-akustischen Bereich) |
| 6 Synonyme Finden                                                      | Fragen beantworten                        | Das Erfassen der Bedeutung sprachgebundener Begriffe bzw. das Verfügen über einen Wortschatz, der solche Begriffe alternativ ausdrücken lässt                                                              |
| 9 Funktionen Abstrahieren                                              | Fragen beantworten                        | durch Abstraktion zu einer Begriffsbildung zu gelangen |
| 11 Soziales Erfassen und Sachliches Reflektieren                       | Fragen beantworten                        | Das Begreifen von Sachzusammenhängen der gesellschaftlichen Umwelt bzw. das Ausmaß an Sozialisierung, nämlich über sozial angepasste Verhaltensweisen und gesellschaftliche Bedingungen Bescheid zu wissen |
| Untertests (manuell-visuell)                                           | Aufgabenstellung                          | geprüfte Fähigkeit |
| 2 Realitätssicherheit                                                  | Fehlende Details auf Bildkarten entdecken | die Wirklichkeit um Dinge des Alltags zu verstehen bzw. kontrollieren zu können |
| 4 Soziale und Sachliche Folgerichtigkeit                               | Bildfolgen ordnen                         | die Abfolge sozialen Geschehens bzw. alltäglicher Sachgegebenheiten verstehen und kontrollieren zu können                                                                                                  |
| 7 Kodieren und Assoziieren                                             | Symbole zuordnen                          | Informationsverarbeitungsschnelligkeit und die Kapazität zum inzidentellen Lernen |
| 8 Antizipieren und Kombinieren - figural                               | Teile zusammensetzen                      | schlussfolgerndes Denken in der Hinsicht, Teile eines (konkreten) Ganzen erkennen und dieses Ganze gestalten zu können                                                                                     |
| 10 Analysieren und Synthetisieren - abstrakt                           | Muster nachlegen                          | komplexe (abstrakte) Gestalten durch eine geeignete Strukturierung reproduzieren zu können |
| 12 Formale Folgerichtigkeit                                            | Figurenfolge fortsetzen                   | Gesetzmäßigkeiten oder logisch zwingende Zusammenhänge erkennen und zweckentsprechend verwerten zu können                                                                                                  |
| Zusatztests (verbal-akustisch)                                         | Aufgabenstellung                          | geprüfte Fähigkeit |
| 5b Einprägen durch Wiederholung-lexikalisch                            | Sinnfreie Silben wiederholen              | Die Behaltenskapazität, welche durch eine einmalige Wiederholung der Reizdarbietung erreichbar ist |
| 6a Antonyme Finden                                                     | Fragen beantworten                        | Das Erfassen der Bedeutung sprachgebundener Begriffe erfasst, indem der Begriff des Gegenteils gebildet und namentlich beschrieben werden kann                                                             |
| Zusatztests (manuell-visuell)                                          | Aufgabenstellung                          | geprüfte Fähigkeit |
| 5a Unmittelbares Reproduzieren - figural/abstrakt                      | Bilderreihen wiederholen                  | Die Kapazität der seriellen Informationsverarbeitung (im visumotorischen Bereich) |
| 5c Lernen und langfristiges Merken-figural/räumlich                    | Anordnung von Bildern auswendiglernen     | Die Lerneffizienz sowie die Kapazität des Langzeitgedächtnisses (im Bereich der räumlichen Wahrnehmung) |
| 10a Strukturieren - visumotorisch                                      | Muster dekomponieren                      | komplexe (abstrakte) Gestalten in elementare Teilkomponenten zerlegen zu können |

## Testkennwerte
Der Intelligenzquotient (IQ) als durchschnittlicher Testwert in allen Untertests kann zwar optional berechnet werden, empfohlen wird jedoch die Profilinterpretation in Bezug auf (inter- und) intraindividuelle Leistungshöhen und -tiefen. Die sog. (untere Grenze der) Intelligenzquantität beschreibt ergänzend die kognitive Mindestfähigkeit, mit der bei der Testperson gerechnet werden kann (wobei in mancher Hinsicht ihre kognitiven Fähigkeiten eben auch höher liegen). Und der sog. Range der „Intelligenz“, als der Differenz zwischen bester und schlechtester Untertestleistung, beschreibt das Ausmaß der Schwankungsbreite aller Untertestleistungen, also wie homogen bzw. wie differenziert das mit dem AID erfasste Fähigkeitsspektrum bei der Testperson ist.

## Gütekriterien
Skalierung: Zwei Untertests erfüllen dieses Gütekriterium definitionsgemäß („Ein Test erfüllt das Gütekriterium Skalierung, wenn die laut Verrechnungsvorschriften resultierenden Testwerte die empirischen Verhaltensrelationen adäquat abbilden“), die übrigen Unter- und Zusatztests nachweislich infolge der Geltung des Rasch-Modells bzw. einer Verallgemeinerung davon.
Objektivität: Verrechnungssicherheit und Interpretationseindeutigkeit sind gegeben. In zwei Untertests ist die Testleiterunabhängigkeit nachweislich geringfügig beeinträchtigt.
Reliabilität (Messgenauigkeit): Die innere Konsistenz ist auf Grund der Geltung des Rasch-Modells (bzw. einer Verallgemeinerung davon) für zehn Untertests und vier Zusatztests gegeben. Die Split-Half-Reliabilitätskoeffizientenen reichen von 0,70 bis 0,95.
Validierung: Die inhaltliche Gültigkeit ist aufgrund von Expertenratings gegeben. Die Konstruktvalidität in Bezug auf ein hierarchisches Modell zu Specific Learning Disorders ist erfüllt. Die diskriminante Validität ist in Bezug auf zahlreiche Leistungstests und etliche Persönlichkeitsfragebogen gegeben.
Eichung: Die Eichtabellen sind laut Eichungskontrolle 2015-2020 gültig.